# Vision Québec
Vision Québec était un parti politique municipal de la ville de Québec, au Québec (Canada), qui a existé de 2005 à 2009.

## Liste des chefs du parti
- 11 mars 2005 - 26 décembre 2007 : Marc Bellemare
- 26 décembre 2007 - février 2009 : Jean-Paul Gravel (intérim)